# Hokej na lodzie na Zimowych Igrzyskach Olimpijskich 2010 – turniej mężczyzn (składy)
Składy drużyn występujących w turnieju mężczyzn w hokeju na lodzie na Zimowych Igrzyskach Olimpijskich 2010.

## Grupa A

### Kanada
- Trener:  Mike Babcock
- Asystenci:  Lindy Ruff,  Jacques Lemaire i  Ken Hitchcock

| Numer | Pozycja | Zawodnik              | Wzrost | Waga | Data ur.   | Miejsce urodzenia    | Klub                  |
| ----- | ------- | --------------------- | ------ | ---- | ---------- | -------------------- | --------------------- |
| 30    | GK      | Martin Brodeur        | 188    | 98   | 06.05.1972 | Montreal             | New Jersey Devils     |
| 29    | GK      | Marc-André Fleury     | 188    | 82   | 28.11.1984 | Sorel                | Pittsburgh Penguins   |
| 1     | GK      | Roberto Luongo        | 191    | 98   | 04.04.1979 | Montreal             | Vancouver Canucks     |
| 20    | D       | Chris Pronger         | 198    | 101  | 10.10.1974 | Dryden               | Philadelphia Flyers   |
| 22    | D       | Dan Boyle             | 180    | 86   | 12.07.1976 | Ottawa               | San Jose Sharks       |
| 8     | D       | Drew Doughty          | 185    | 92   | 08.12.1989 | London               | Los Angeles Kings     |
| 27    | D       | Scott Niedermayer – C | 185    | 91   | 31.08.1973 | Edmonton             | Anaheim Ducks         |
| 2     | D       | Duncan Keith          | 183    | 85   | 16.07.1983 | Winnipeg             | Chicago Blackhawks    |
| 7     | D       | Brent Seabrook        | 191    | 100  | 20.04.1985 | Richmond             | Chicago Blackhawks    |
| 6     | D       | Shea Weber            | 191    | 97   | 14.08.1985 | Sicamous             | Nashville Predators   |
| 51    | F       | Ryan Getzlaf          | 193    | 100  | 10.05.1985 | Regina               | Anaheim Ducks         |
| 24    | F       | Corey Perry           | 191    | 95   | 16.05.1985 | New Liskeard         | Anaheim Ducks         |
| 21    | F       | Eric Staal            | 193    | 93   | 29.10.1984 | Thunder Bay          | Carolina Hurricanes   |
| 19    | F       | Joe Thornton          | 193    | 107  | 02.07.1979 | London               | San Jose Sharks       |
| 15    | F       | Dany Heatley          | 191    | 100  | 21.01.1981 | Fryburg Bryzgowijski | San Jose Sharks       |
| 11    | F       | Patrick Marleau       | 188    | 100  | 15.09.1979 | Swift Current        | San Jose Sharks       |
| 10    | F       | Brenden Morrow        | 180    | 95   | 16.01.1979 | Carlyle              | Dallas Stars          |
| 61    | F       | Rick Nash             | 193    | 99   | 16.06.1984 | Brampton             | Columbus Blue Jackets |
| 18    | F       | Mike Richards         | 180    | 91   | 11.02.1985 | Kenora               | Philadelphia Flyers   |
| 87    | F       | Sidney Crosby         | 180    | 91   | 07.08.1987 | Cole Harbour         | Pittsburgh Penguins   |
| 12    | F       | Jarome Iginla         | 185    | 95   | 01.07.1977 | Edmonton             | Calgary Flames        |
| 37    | F       | Patrice Bergeron      | 185    | 88   | 24.07.1985 | L’Ancienne-Lorette   | Boston Bruins         |
| 16    | F       | Jonathan Toews        | 188    | 96   | 29.04.1988 | Winnipeg             | Chicago Blackhawks    |

### Norwegia
- Trener:  Roy Johansen
- Asystenci:  Sam Liebkind i  Knut Stubdal

| Numer | Pozycja | Zawodnik               | Wzrost | Waga | Data ur.    | Miejsce urodzenia | Klub                  |
| ----- | ------- | ---------------------- | ------ | ---- | ----------- | ----------------- | --------------------- |
| 33    | GK      | Pål Grotnes            | 188    | 86   | 07.03.1977  | Lørenskog         | Stjernen              |
| 34    | GK      | André Lysenstøen       | 194    | 112  | 27.10.1988  | Oslo              | Heki                  |
| 30    | GK      | Ruben Smith            | 182    | 75   | 15.04.1984  | Stavanger         | Storhamar Dragons     |
| 47    | D       | Aleksander Bonsaksen   | 181    | 83   | 24.01.1987  | Oslo              | MODO                  |
| 6     | D       | Jonas Holos            | 180    | 88   | 27.08.1987  | Sarpsborg         | Färjestad             |
| 7     | D       | Tommy Jakobsen – C     | 173    | 83   | 10.12.1970  | Oslo              | Lørenskog             |
| 5     | D       | Juha Kaunismäki        | 187    | 88   | 06.05.1979  | Helsinki          | Stavanger Oilers      |
| 36    | D       | Lars Erik Lund         | 188    | 95   | 25.07.1974  | Oslo              | Vålerenga             |
| 55    | D       | Ole-Kristian Tollefsen | 188    | 96   | 29.03.1984  | Oslo              | Grand Rapids Griffins |
| 23    | D       | Mats Trygg             | 178    | 82   | 01.06.1976  | Oslo              | Kölner Haie           |
| 42    | F       | Jonas Solberg Andersen | 184    | 85   | 08.03.1981  | Sarpsborg         | Sparta Warriors       |
| 20    | F       | Anders Bastiansen      | 188    | 97   | 31.10.1980  | Oslo              | Färjestad             |
| 26    | F       | Kristian Forsberg      | 183    | 86   | 05.05.1986  | Oslo              | MODO                  |
| 8     | F       | Mads Hansen            | 183    | 90   | 16.09.1978  | Oslo              | Brynäs                |
| 9     | F       | Marius Holtet          | 183    | 81   | 31.08.1984  | Hamar             | Färjestad             |
| 10    | F       | Lars Erik Spets        | 178    | 82   | 02.04.1985  | Trondheim         | Vålerenga             |
| 46    | F       | Mathis Olimb           | 179    | 79   | 01.02.1986  | Oslo              | Frölunda              |
| 22    | F       | Martin Røymark         | 184    | 86   | 10.01.1986  | Oslo              | Frölundaa             |
| 19    | F       | Per-Wiek Skrøder       | 180    | 92   | 04.08.1978  | Sarpsborg         | MODO                  |
| 41    | F       | Patrick Thoresen       | 180    | 85   | 07.11.1983  | Oslo              | Saławat Jułajew Ufa   |
| 29    | F       | Tore Vikingstad        | 191    | 93   | 08.10.1975  | Trondheim         | Hannover Scorpions    |
| 35    | F       | Martin Laumann Ylven   | 190    | 92   | 22.12. 1988 | Oslo              | Linköping             |
| 48    | F       | Mats Zuccarello Aasen  | 170    | 73   | 01.09.1987  | Oslo              | MODO                  |

### Stany Zjednoczone
- Trener:  Scott Gordon
- Asystenci:  Todd Richards i  Ron Rolston

| Numer | Pozycja | Zawodnik                | Wzrost | Waga | Data ur.   | Miejsce urodzenia | Klub                |
| ----- | ------- | ----------------------- | ------ | ---- | ---------- | ----------------- | ------------------- |
| 30    | GK      | Tim Thomas              | 180    | 91   | 15.04.1974 | Davison           | Boston Bruins       |
| 39    | GK      | Ryan Miller             | 188    | 83   | 17.07.1980 | East Lansing      | Buffalo Sabres      |
| 29    | GK      | Jonathan Quick          | 185    | 91   | 21.01.1986 | Milford           | Los Angeles Kings   |
| 4     | D       | Tim Gleason             | 183    | 98   | 29.01.1983 | Clawson           | Carolina Hurricanes |
| 6     | D       | Erik Johnson            | 193    | 107  | 21.03.1988 | Bloomington       | St. Louis Blues     |
| 3     | D       | Jack Johnson            | 185    | 102  | 13.01.1987 | Indianapolis      | Los Angeles Kings   |
| 44    | D       | Brooks Orpik            | 188    | 99   | 26.09.1980 | San Francisco     | Pittsburgh Penguins |
| 28    | D       | Brian Rafalski          | 178    | 87   | 28.09.1973 | Dearborn          | Detroit Red Wings   |
| 20    | D       | Ryan Suter              | 185    | 88   | 21.01.1985 | Madison           | Nashville Predators |
| 19    | D       | Ryan Whitney            | 190    | 95   | 19.02.1983 | Scituate          | Anaheim Ducks       |
| 42    | F       | David Backes            | 191    | 102  | 01.05.1984 | Blaine            | St. Louis Blues     |
| 32    | F       | Dustin Brown            | 183    | 94   | 04.11.1984 | Ithaca            | Los Angeles Kings   |
| 24    | F       | Ryan Callahan           | 180    | 84   | 21.03.1985 | Rochester         | New York Rangers    |
| 23    | F       | Chris Drury             | 179    | 86   | 20.08.1976 | Trumbull          | New York Rangers    |
| 88    | F       | Patrick Kane            | 178    | 81   | 19.11.1988 | Buffalo           | Chicago Blackhawks  |
| 17    | F       | Ryan Kesler             | 188    | 92   | 31.08.1984 | Livonia           | Vancouver Canucks   |
| 81    | F       | Phil Kessel             | 180    | 82   | 02.10.1987 | Madison           | Toronto Maple Leafs |
| 15    | F       | Jamie Langenbrunner – C | 185    | 91   | 24.07.1975 | Cloquet           | New Jersey Devils   |
| 12    | F       | Ryan Malone             | 193    | 102  | 01.12.1979 | Pittsburgh        | Tampa Bay Lightning |
| 9     | F       | Zach Parise             | 180    | 86   | 28.07.1984 | Prior Lake        | New Jersey Devils   |
| 16    | F       | Joe Pavelski            | 180    | 88   | 11.07.1984 | Siewki            | San Jose Sharks     |
| 54    | F       | Bobby Ryan              | 188    | 97   | 17.03.1987 | Cherry Hill       | Anaheim Ducks       |
| 26    | F       | Paul Stastny            | 183    | 93   | 27.12.1985 | Quebec City       | Colorado Avalanche  |

### Szwajcaria
| Pozycja | Zawodnik | Wzrost | Waga | Data ur. | Miejsce urodzenia | Klub |
| ------- | -------- | ------ | ---- | -------- | ----------------- | ---- |
| G       |          |        |      |          |                   |      |

## Grupa B

### Czechy
- Trener:  Vladimír Růžička
- Asystenci:  Ondřej Weissmann i  Josef Jandač

| Pozycja | Zawodnik          | Wzrost | Waga | Data ur.   | Miejsce ur.       | Klub                    |
| ------- | ----------------- | ------ | ---- | ---------- | ----------------- | ----------------------- |
| GK      | Ondřej Pavelec    | 188    | 91   | 31.08.1987 | Kladno            | Atlanta Thrashers       |
| GK      | Jakub Štěpánek    | 187    | 71   | 20.06.1986 | Vsetín            | HC Vítkovice            |
| GK      | Tomáš Vokoun      | 183    | 88   | 02.07.1976 | Karlowe Wary      | Florida Panthers        |
| D       | Miroslav Blaťák   | 183    | 79   | 25.05.1982 | Gottwaldov        | Saławat Jułajew Ufa     |
| D       | Jan Hejda         | 191    | 95   | 18.06.1978 | Praga             | Columbus Blue Jackets   |
| D       | Tomáš Kaberle     | 185    | 90   | 02.03.1978 | Rakovník          | Toronto Maple Leafs     |
| D       | Filip Kuba        | 196    | 103  | 29.12.1976 | Ostrawa           | Ottawa Senators         |
| D       | Pavel Kubina      | 193    | 111  | 15.04.1977 | Čeladná           | Atlanta Thrashers       |
| D       | Zbyněk Michálek   | 185    | 91   | 23.12.1983 | Jindřichův Hradec | Phoenix Coyotes         |
| D       | Roman Polák       | 185    | 103  | 28.04.1986 | Ostrawa           | St. Louis Blues         |
| D       | Marek Židlický    | 180    | 86   | 03.02.1977 | Most              | Minnesota Wild          |
| F       | Petr Čajánek      | 180    | 80   | 18.08.1975 | Gottwaldov        | SKA Sankt Petersburg    |
| F       | Roman Červenka    | 181    | 85   | 10.12.1985 | Praga             | Slavia Praga            |
| F       | Patrik Eliáš – C  | 181    | 88   | 13.04.1976 | Třebíč            | New Jersey Devils       |
| F       | Martin Erat       | 183    | 91   | 28.08.1981 | Třebíč            | Nashville Predators     |
| F       | Tomáš Fleischmann | 185    | 87   | 16.05.1984 | Kopřivnice        | Washington Capitals     |
| F       | Martin Havlát     | 188    | 98   | 19.04.1981 | Mladá Boleslav    | Minnesota Wild          |
| F       | Jaromír Jágr      | 191    | 110  | 15.02.1972 | Kladno            | Awangard Omsk           |
| F       | David Krejčí      | 183    | 80   | 28.04.1986 | Šternberk         | Boston Bruins           |
| F       | Milan Michálek    | 188    | 102  | 07.12.1984 | Jindřichův Hradec | Ottawa Senators         |
| F       | Tomáš Plekanec    | 180    | 90   | 31.10.1982 | Kladno            | Montréal Canadiens      |
| F       | Tomáš Rolinek     | 175    | 78   | 17.02.1980 | Žďár nad Sázavou  | Mietałłurg Magnitogorsk |
| F       | Josef Vašíček     | 193    | 104  | 12.09.1980 | Havlíčkův Brod    | Łokomotiw Jarosław      |

### Łotwa
| Pozycja | Zawodnik | Wzrost | Waga | Data ur. | Miejsce urodzenia | Klub |
| ------- | -------- | ------ | ---- | -------- | ----------------- | ---- |
| G       |          |        |      |          |                   |      |

### Rosja
| Pozycja | Zawodnik | Wzrost | Waga | Data ur. | Miejsce urodzenia | Klub |
| ------- | -------- | ------ | ---- | -------- | ----------------- | ---- |
| G       |          |        |      |          |                   |      |

### Słowacja
| Pozycja | Zawodnik | Wzrost | Waga | Data ur. | Miejsce urodzenia | Klub |
| ------- | -------- | ------ | ---- | -------- | ----------------- | ---- |
| G       |          |        |      |          |                   |      |

## Grupa C

### Białoruś
| Pozycja | Zawodnik | Wzrost | Waga | Data ur. | Miejsce urodzenia | Klub |
| ------- | -------- | ------ | ---- | -------- | ----------------- | ---- |
| G       |          |        |      |          |                   |      |

### Finlandia
- Trener:  Jukka Jalonen

| Pozycja | Zawodnik          | Wzrost | Waga | Data ur.   | Miejsce urodzenia | Klub                |
| ------- | ----------------- | ------ | ---- | ---------- | ----------------- | ------------------- |
| GK      | Niklas Bäckström  | 183    | 89   | 13.02.1978 | Helsinki          | Minnesota Wild      |
| GK      | Miikka Kiprusoff  | 188    | 85   | 26.10.1976 | Turku             | Calgary Flames      |
| GK      | Antero Niittymäki | 185    | 84   | 18.06.1980 | Turku             | Tampa Bay Lightning |
| D       | Kimmo Timonen     | 178    | 88   | 18.03.1975 | Kuopio            | Philadelphia Flyers |
| D       | Sami Salo         | 191    | 93   | 02.08.1974 | Turku             | Vancouver Canucks   |
| D       | Joni Pitkänen     | 191    | 97   | 19.08.1983 | Oulu              | Carolina Hurricanes |
| D       | Lasse Kukkonen    | 183    | 85   | 18.08.1981 | Oulu              | Awangard Omsk       |
| D       | Toni Lydman       | 185    | 92   | 25.08.1977 | Lahti             | Buffalo Sabres      |
| D       | Sami Lepistö      | 183    | 80   | 17.10.1984 | Espoo             | Phoenix Coyotes     |
| D       | Janne Niskala     | 184    | 85   | 22.08.1981 | Västerås          | Frölunda            |
| F       | Mikko Koivu       | 188    | 91   | 12.03.1983 | Turku             | Minnesota Wild      |
| F       | Tuomo Ruutu       | 185    | 96   | 16.02.1983 | Vantaa            | Carolina Hurricanes |
| F       | Valtteri Filppula | 183    | 88   | 20.03.1984 | Vantaa            | Detroit Red Wings   |
| F       | Teemu Selänne     | 183    | 89   | 03.07.1970 | Helsinki          | Anaheim Ducks       |
| F       | Saku Koivu        | 178    | 83   | 23.11.1974 | Turku             | Anaheim Ducks       |
| F       | Jere Lehtinen     | 183    | 87   | 24.06.1973 | Espoo             | Dallas Stars        |
| F       | Niklas Hagman     | 183    | 93   | 05.12.1979 | Espoo             | Calgary Flames      |
| F       | Olli Jokinen      | 191    | 98   | 05.12.1978 | Kuopio            | New York Rangers    |
| F       | Antti Miettinen   | 183    | 86   | 03.07.1980 | Hämeenlinna       | Minnesota Wild      |
| F       | Jarkko Ruutu      | 185    | 93   | 23.08.1975 | Vantaa            | Ottawa Senators     |
| F       | Niko Kapanen      | 175    | 82   | 29.04.1978 | Hattula           | Ak Bars Kazań       |
| F       | Ville Peltonen    | 178    | 83   | 24.05.1973 | Vantaa            | Dynama Mińsk        |
| F       | Jarkko Immonen    | 183    | 95   | 19.04.1982 | Rantasalmi        | Ak Bars Kazań       |

### Niemcy
| Pozycja | Zawodnik | Wzrost | Waga | Data ur. | Miejsce urodzenia | Klub |
| ------- | -------- | ------ | ---- | -------- | ----------------- | ---- |
| G       |          |        |      |          |                   |      |

### Szwecja
- Trener:  Bengt-Åke Gustafsson

| Pozycja | Zawodnik          | Wzrost | Waga | data ur.    | Miejsce urodzenia | Klub                  |
| ------- | ----------------- | ------ | ---- | ----------- | ----------------- | --------------------- |
| GK      | Henrik Lundqvist  | 185    | 88   | 02.03.1982  | Åre               | New York Rangers      |
| GK      | Jonas Gustavsson  | 191    | 87   | 24.10.1984  | Danderyd          | Toronto Maple Leafs   |
| GK      | Stefan Liv        | 183    | 80   | 21.12.1980  | Gdynia            | HV71                  |
| D       | Tobias Enström    | 178    | 79   | 05.11.1984  | Nordingrå         | Atlanta Thrashers     |
| D       | Magnus Johansson  | 178    | 82   | 04.09.1973  | Linköping         | Linköping             |
| D       | Niklas Kronwall   | 183    | 86   | 12.12.1981  | Sztokholm         | Detroit Red Wings     |
| D       | Nicklas Lidström  | 186    | 86   | 28.04.1970  | Västerås          | Detroit Red Wings     |
| D       | Douglas Murray    | 191    | 109  | 12.03.1980  | Bromma            | San Jose Sharks       |
| D       | Johnny Oduya      | 183    | 91   | 01.10.1981  | Sztokholm         | Atlanta Thrashers     |
| D       | Henrik Tallinder  | 191    | 98   | 10.01.1979  | Sztokholm         | Buffalo Sabres        |
| D       | Mattias Öhlund    | 191    | 100  | 09.09.1976  | Piteå             | Tampa Bay Lightning   |
| F       | Daniel Alfredsson | 180    | 93   | 11.12.1972  | Göteborg          | Ottawa Senators       |
| F       | Nicklas Bäckström | 185    | 95   | 23.11.1987  | Gävle             | Washington Capitals   |
| F       | Loui Eriksson     | 185    | 83   | 17.07.1985  | Göteborg          | Dallas Stars          |
| F       | Peter Forsberg    | 183    | 95   | 20.07.1973  | Örnsköldsvik      | MODO                  |
| F       | Tomas Holmström   | 183    | 92   | 23.01.1973  | Piteå             | Detroit Red Wings     |
| F       | Patric Hörnqvist  | 180    | 85   | 01.01.1987  | Sollentuna        | Nashville Predators   |
| F       | Fredrik Modin     | 193    | 101  | 08.10.1974  | Sundsvall         | Columbus Blue Jackets |
| F       | Samuel Påhlsson   | 183    | 96   | 17.12.1977  | Ånge              | Columbus Blue Jackets |
| F       | Daniel Sedin      | 185    | 83   | 26.09.1980  | Örnsköldsvik      | Vancouver Canucks     |
| F       | Henrik Sedin      | 188    | 83   | 26.09. 1980 | Örnsköldsvik      | Vancouver Canucks     |
| F       | Mattias Weinhandl | 182    | 85   | 01.06.1980  | Ljungby           | Dinamo Moskwa         |
| F       | Henrik Zetterberg | 180    | 88   | 09.10.1980  | Njurunda          | Detroit Red Wings     |